# Joaquín Levinton
Joaquín Levinton (3 de marzo de 1975) es un músico y compositor argentino. Es el líder de la banda Turf desde 1995, fue líder de la banda Sponsors entre 2008 y 2015, tiempo durante el cual Turf estuvo separado. Es el compositor de canciones como: "Pasos al costado", "Vade retro", "Yo no me quiero casar y usted?", "No se llama amor", "Nada" y "Hay que bancar".
Integró como participante la tercera temporada de MasterChef Celebrity Argentina, resultando eliminado en decimocuarto lugar.

## Bandas

### Juana La Loca
Comenzó su carrera en 1993 como miembro de la banda "Juana la loca", con quienes grabó el álbum Revolución (1995), antes de retirarse por la formación de Turf.

### Turf
En 1995 formó una nueva banda con su amigo Leandro Lopatín, para salir a tocar por el circuito under de Buenos Aires. La banda se llamó Turf y debutaron en Dr. Jekill como soportes del grupo Demonios de Tasmania el 20 de diciembre de este mismo año, haciendo covers de Charly García y Los Ratones Paranoicos.
En agosto de 1997, grabaron el primer disco de estudio llamado "Una pila de vida", donde participó Charly García en el tema "Despiole generacional". Los dos cortes de difusión fueron "Casanova" y "Crónica te ve".
En 1999, luego que la discográfica Universal les rescindiera el contrato, editaron su segundo disco llamado "Siempre libre" ayudados por la compañía Musimundo. También en este álbum colaboró García en el tema "Esa luz". Este álbum refleja una contrariedad con el primero ya que su sonido es completamente distinto, más alegre, psicodélico en algunos momentos.
Su tercer disco, grabado en 2001, se llamó "Turfshow" y tuvo un sonido más pop. En el año siguiente eligen a Turfshow como mejor disco del año y a Loco un poco como mejor canción. Otros temas importantes fueron "Yo no me quiero casar y usted?" y "Vago".
Su cuarto y último disco de estudio fue "Para mi para vos" en 2004, donde demuestran ser una banda consolidada, en Pop Rock. Con temas como: "No se llama amor", "Pasos al costado", "Magia blanca" y "Oh Dios!" se convierten en una de las bandas más importantes del Quilmes Rock de ese año. Contó con la participación de Charly García en el tema "Nos vacían la casa".
La formación se separó en el 2007, dando origen a otras bandas como "Sponsors". Pero en 2014 la banda se volvió a reunir para algunos conciertos, dando a conocer en 2015 su reunión definitiva.

### Sponsors
Fue la banda liderada por Levinton entre 2008 y 2015, con la cual grabó su primer disco de estudio en junio de 2008, llamado "110%". Seguido de "A todo trapo" en 2011, influenciado por artistas como Pappo y Supergrass. La banda se deshizo para dar paso a la vuelta de Turf.

### Swinverguenzas
Banda retro de música de los años 50s y 60s. Editaron 3 simples.

### Joacucho
Banda bizarra a dúo con Gustavo "Cucho" Parisi.

## Discografía
- Con Juana La Loca:
  - 1995 - Revolución

- Con Turf:
  - 1997 - Una pila de vida
  - 1999 - Siempre libre
  - 2001 - Turfshow
  - 2004 - Para mí, para vos
  - 2005 - Para mí para vos: Reversiones
  - 2006 - Turf
  - 2017 - Odisea
  - 2020 - Vivo en el Opera
  - 2023 - Renacimiento

- Con Sponsors:
  - 2008 - 110%
  - 2011 - A todo trapo
  - 2021 - La fiesta inolvidable en vivo

## Singles
- Con Sponsors:
  - Nada
  - Momentos de gloria
  - Presente
  - La amistad
  - Afuera llueve
  - Hay que bancar